# Simona Zmrzlá
Simona Zmrzlá (* 25. července 1989 Brno) je česká herečka.

## Život
Absolvovala brněnské Gymnázium P. Křížkovského s uměleckou profilací a poté v roce 2012 vystudovala činoherní herectví na Divadelní fakultě Janáčkovy akademie múzických umění v Brně. Je členkou souboru brněnského Divadla Husa na provázku, hostovala také v Národním divadle Brno. Zpívá v herecké hudební skupině Meteor z Prahy. Její první velkou filmovou rolí bylo ztvárnění hlavní ženské postavy Katynky Kolářové ve filmu Hastrman v roce 2018.

## Filmografie

### Filmy
| Rok  | Název                    | Role             | Režie          | Poznámka                    |
| ---- | ------------------------ | ---------------- | -------------- | --------------------------- |
| 2008 | Kuličky                  | Jiřina           | Olga Dabrowská | povídka: "Maminčin andílek" |
| 2010 | PIKO                     | Zuzana           | Tomáš Řehořek  |                             |
| 2018 | Hastrman                 | Katynka Kolářová | Ondřej Havelka |                             |
| 2020 | Princezna zakletá v čase | Murien           | Petr Kubík     |                             |

### Televize
| Rok       | Název               | Role                  | Režie                        | Poznámka            |
| --------- | ------------------- | --------------------- | ---------------------------- | ------------------- |
| 2014      | Clona               | Iris                  | Tomáš Řehořek                |                     |
| 2015      | Labyrint            | pacientka v nemocnici | Jiří Strach                  | 1 díl               |
| 2015      | Doktor Martin       | Lucie                 | Petr Zahrádka                | díl: "Aromaterapie" |
| 2017      | Četníci z Luhačovic | Jarka Lichá           | Biser Arichtev, Peter Bebjak | 3 díly              |
| 2019      | Rapl                | Pilulka               | Jan Pachl                    | díl: "Cvokhaus"     |
| 2022–2023 | Odznak Vysočina     | Kateřina Vlčková      |                              | hlavní role         |